# Високі рівнини

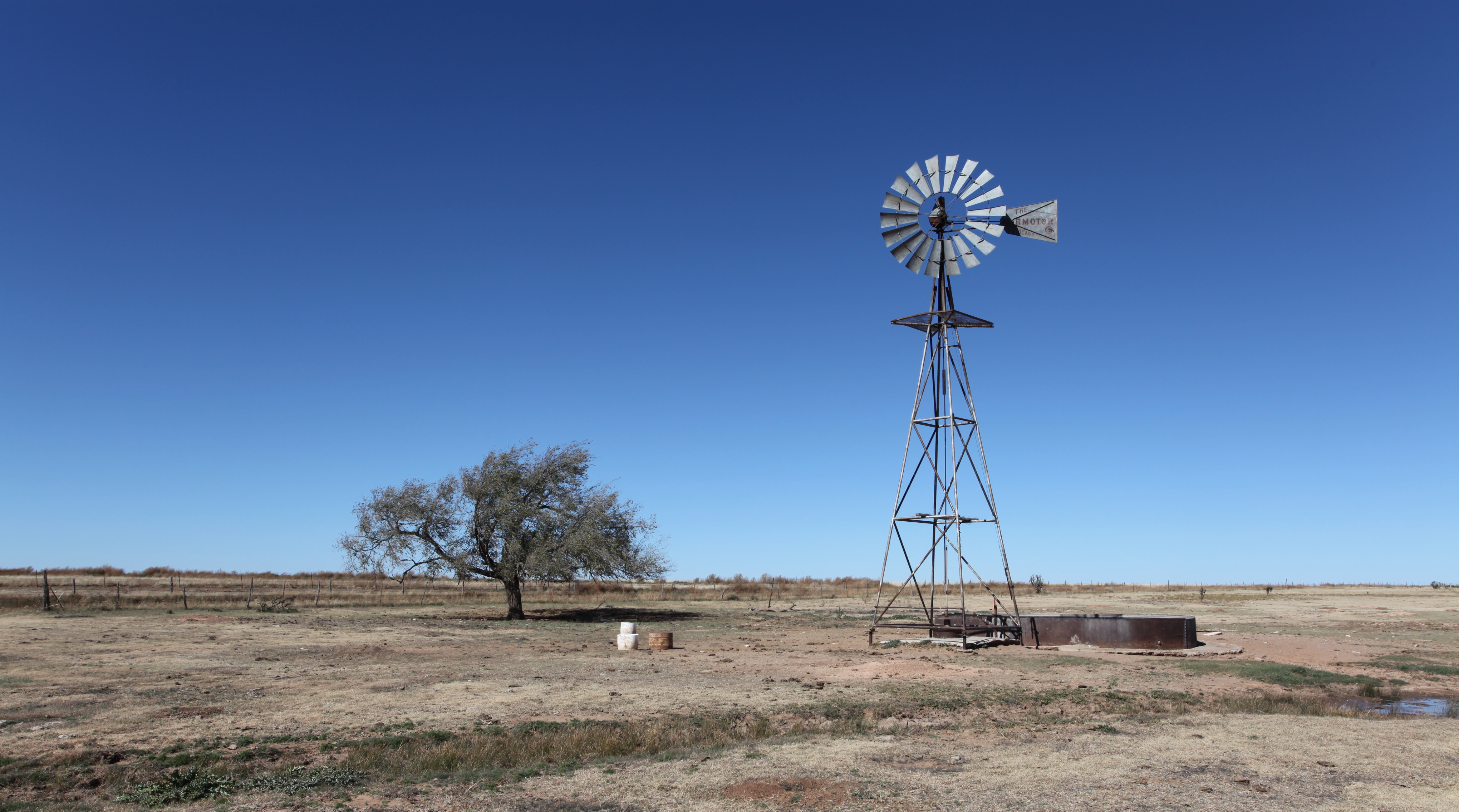
Типовий пейзаж Високих рівнин, схід штату Нью-Мексико.

Високі рівнини (англ. High Plains)  — плато в центральній частині США. Розташоване в середній частині Великих Рівнин, між річками Вайт-Рівер (притока Міссурі) та Канейдіан (притока Арканзасу).
Поверхня Високих рівнин плоска, висоти знижуються із заходу на схід від 1700 до 500 м. Від сусідніх ділянок Великих Рівнин плато відокремлюється уступами. Високі рівнини утворені вапняками  і пісковиками палеозойського віку, які перекриваються лессовіднимі суглинками (рідше пісками).
Поверхня плато прорізана долинами річок (Платт, Арканзас та ін.), поблизу яких вона глибоко розчленована густою річковою та ярово мережею. На території плато переважає різнотравно-ковилова степ на каштанових ґрунтах, сильно змінена випасом худоби. Район використовується для пасовищного скотарства, в долинах річок займаються зрошуваним землеробством.